# Concerto in fa
Il Concerto in Fa è una composizione per pianoforte e orchestra di George Gershwin. Rappresenta il momento in cui l'autore, dopo il successo della popolarissima Rapsodia in blu, intende essere considerato come compositore a tutti gli effetti e quindi in grado di orchestrare da solo le proprie opere (cosa che non era stata ancora possibile nel caso della rapsodia). L'opera, per via dei molti stilemi jazzistici e blues inseriti al suo interno e per la sua impostazione che richiama comunque il mondo classico (soprattutto sono presenti stilemi tipici di Rachmaninov, per quanto riguarda gli ampi accordi arpeggiati spesso utilizzati e le figurazioni ritmiche di accompagnamento del tema suonate dal solista), può essere ascritta al genere del jazz sinfonico.
Fu scritto su commissione del direttore d'orchestra Walter Damrosch, che presentò per la prima volta l'opera dirigendo la New York Symphony Orchestra con il solista Gershwin il 3 dicembre 1925 nella Carnegie Hall di New York.

## Struttura dell'opera
Il concerto è articolato in tre movimenti, rispettando la forma tradizionale del concerto per pianoforte e orchestra:
1. Allegro: Il primo movimento si apre quasi con rabbia, con quattro note dei timpani, una sviolinata dei fiati e un rullo di tamburi. L'introduzione orchestrale è sincopata, ripetendo un'idea musicale insistentemente fino a tornare all'esplosione di timpani iniziale e a un rullo di tamburi più lungo che porta all'ingresso del solista, che introduce il tema principale, sincopato e quasi esatonale, molto delicatamente. Si inizia a sviluppare quest'idea, introducendone altre, fino a raggiungere l'apice emotivo del climax, concludendo l'episodio con una serie di volatine del solista, che conclude con un accordo di do settima. Inizia quindi un altro episodio, in cui la cellula ritmica presente fin dall'inizio viene ancora riproposta, e dopo vari sviluppi si arriva a un tema pesantemente influenzato dal ragtime inframmezzato da un virtuosistico episodio in terzine. Poi il tono si calma, e viene introdotto un tema contrastante, moderato, lirico e molto passionale, esposto in mi maggiore, tonalità che Gershwin aveva già utilizzato per un episodio tematico affine nella celebre Rapsodia in blu, che inizia dolcemente per poi culminare in modo trionfale, e ritornare bruscamente a un tema più veloce sempre basato sulla cellula ritmica iniziale, introducendo un virtuosismo in terzine che ricorrerà dino alla fine del movimento. Da qui si arriva a una fugace riproposizione del tema lirico da parte dell'orchestra, dove il pianoforte ha il ruolo di accompagnatore con una figurazione che ricorda nella ritmica il primo dei Three Preludes per pianoforte solo dello stesso Gershwin. Alla fine dell'episodio, viene riesposto il tema principale con un "grandioso" che il pianoforte accompagna con una cliché line in terzine. Alla fine, viene ripresa un'idea di passaggio precedente, che riporta all'esplosione iniziale, seguita da un incalzante ritmo in quartine del pianoforte, che corona il tutto con una sequenza di note in terzine e propone un'ultima volta la figurazione ritmica iniziale, prima del crescendo finale e della grandiosa conclusione del movimento.
2. Adagio - Andante con moto: il secondo movimento, in forma tripartita e in cui l'influenza del genere jazzistico/blues è molto più marcata che negli altri due movimenti, inizia con una melodia simil-spiritual di corno e tromba, accompagnati dai clarinetti che agiscono su una base quasi modale costruita sul re bemolle. Questo tema viene ripreso più volte fino all'ingresso del solista, che propone un tema moderato di chiara matrice blues che viene ripreso più volte, alternandosi fra accompagnamenti in ribattuto agli archi e ad esposizioni del tema, fino al ritorno alla calma iniziale, introdotta da un assolo di violino; qui il pianoforte espande la figurazione tematica a mo' di ponte modulante verso un secondo episodio, un tema più lirico in mi maggiore che tradisce molto l'ispirazione classica della composizione, pur continuando a fare largo uso delle blue notes.  Dopo varie riesposizioni, un momento di calma del pianoforte perdura fino a riesplodere in un'esposizione quasi aggressiva del tema da parte dell'orchestra, intervallata da figurazioni virtuosistiche del solista. Questo episodio finisce in modo improvviso, per riallacciarsi alla figurazione iniziale, dove è il pianoforte a suonare l'accompagnamento originariamente esposto dai clarinetti e flauto e clarinetti riespongono brevemente il tema iniziale, prima della conclusione del movimento con un accordo di re bemolle maggiore nel registro acuto.
3. Allegro agitato: il terzo movimento inizia con violenza, con un tema caratterizzato dalle tante note ribattute, ed esposto prima dall'orchestra in sol minore e poi dal solista in fa minore, alternando misure in 2/4 e in 3/8. A seguito di ciò, il tema viene esplorato da orchestra e solista, per poi riesporre il primo tema del primo movimento, col pianoforte ad accompagnare i legni in questo. Dopo un breve ritorno al tema iniziale, la tromba in sordina introduce un nuovo tema, di chiara matrice blues/ragtime, intervallato da due battute in 3/4 dell'orchestra più lente, a mo' di pausa riflessiva in mezzo alla frenesia. L'orchestra segue poi riproponendo il tema iniziale, mescolandolo con questo episodio in più modi. Segue un episodio che inizia riproponendo il tema iniziale in maggiore, ma finisce subito per condurre al secondo tema del secondo movimento, che a sua volta porta subito a un episodio solistico che riprende il secondo tema del terzo movimento. Questo movimento viene seguito da un ritorno improvviso al primo tema, nuovamente esplorato. Subito dopo, vengono alternati il primo tema del secondo movimento a al secondo del terzo, che il pianoforte inizia a esplorare virtuosisticamente in crescendo fino ad arrivare ad esporre nuovamente il tema ribattuto iniziale, che cresce a sua volta fino ad arrivare a un violento stacco del tam tam, che riporta al Grandioso finale del primo movimento, che sembra finire tranquillamente come prima, ma invece riesplode nel ribattuto iniziale, che continua fino ad unirsi all'orchestra che cresce e conclude il pezzo con la figurazione iniziale dei timpani seguita da un tremolo orchestrale dell'accordo di fa maggiore tredicesima, con cui, dopo una figurazione arpeggiata del pianoforte, si conclude il concerto.  Questo movimento, la cui descrizione può apparire cervellotica e priva di logica, può più banalmente essere descritto come un rondò composto di molti episodi, che altro non sono che i due temi introdotti nel movimento e quasi tutti gli altri temi introdotti nei movimenti precedenti (manca difatti il solo tema lento del primo movimento, fra quelli riesposti). La conclusione finale riprende l'indicazione di tempo Grandioso, che Gershwin apprezzava particolarmente, tanto da includerla in quasi tutte le sue composizioni orchestrali.

## Strumentazione
Il Concerto in fa richiede, per l'accompagnamento orchestrale, 2 flauti e ottavino, 2 oboi e corno inglese, 2 clarinetti e clarinetto basso (tutti in si bemolle, compaiono in accompagnamento alla tromba sola nel movimento centrale), 2 fagotti, 4 corni in fa, 3 trombe in si bemolle, 3 tromboni e tuba, 3 timpani - 32", 29" e 26" (un esecutore), 3 percussionisti (primo: grancassa, glockenspiel, xilofono; secondo: tamburo piccolo periodicamente coperto e suonato sia con bacchette ordinarie che con spazzole, woodblock, frusta; terzo: piatti (a due e sospeso), triangolo e gong) e archi.

## Discografia parziale
- Concerto in fa - diretto da Paul Whiteman, 1928 Columbia
- Concerto in fa - diretto e suonato al pianoforte da Gershwin stesso, con la Rudy Vallee Orchestra, 1933 Pirames International Srl
- Concerto in fa - con Oscar Levant, André Kostelanetz e la New York Philharmonic, 1952 BNF Collection
- Concerto in fa - diretto da William Steinberg, 1953 Capitol
- Concerto in fa - diretto da Howard Hanson, 1957 Mercury
- Concerto in fa - con Earl Wild, Arthur Fiedler e la Boston Pops Orchestra, 1961 RCA/Sony
- Concerto in fa - con Lazar Berman, Gennady Rozhdestvensky e l'Orchestra filarmonica di Mosca
- Concerto in fa - con André Previn, Andre Kostelanetz e la London Symphony Orchestra
- Concerto in fa - con André Previn, come pianista e direttore, e la London Symphony Orchestra
- Concerto in fa - con Philippe Entremont, Eugene Ormandy e la Philadelphia Orchestra, 1971 Columbia
- Concerto in fa - con Edo de Waart e l'Orchestra del Grand Théâtre de Monte Carlo, 1971 Philips
- Concerto in fa - con Katia e Marielle Labèque, 1982 Philips
- Concerto in fa - con Sviatoslav Richter e Christoph Eschenbach, 1993 (live) haenssler
- Concerto in fa - con Hélène Grimaud, 1997 Erato
- Concerto in fa - con Garrick Ohlsson, Michael Tilson Thomas e la San Francisco Symphony, 2004 BMG/RCA
- Concerto in fa - con Marc-André Hamelin e Leonard Slatkin, 2005
- Concerto in fa - con Jean-Yves Thibaudet e Marin Alsop, 2010 Decca
- Concerto in fa - con Stefano Bollani, Riccardo Chailly e la Gewandhausorchester Leipzig, 2010 Decca